# (79978) 1999 CC158
1999 سي سي 158 (ويعرف أيضًا باسم (79978) 1999 سي سي 158 وفق تسمية الكوكب الصغير) (بالإنجليزية: 1999 CC158)‏ هو كويكب ضمن حزام الكويكبات؛ وترتيبه 79978 من حيث الاكتشاف.
اكتُشف هذا الجُرم الفلكي بواسطة تشاد تروخيو في 15 فبراير 1999.

## وصلات خارجية
- (79978) 1999 CC158 في قاعدة بيانات مختبر الدفع النفاث لأجرام النظام الشمسي الصغيرة

- الاكتشاف · مخطط المدار ·  العناصر المدارية · المعلمات المادية

- (79978) 1999 CC158 على موقع ويكي سكاي: DSS2, SDSS, GALEX, IRAS, Hydrogen α, X-Ray, Astrophoto, Sky Map, Articles and images